# المواطنون الأمريكيون التقدميون
المواطنون التقدميون في أمريكا (بالإنجليزية: Progressive Citizens of America)‏ هي منظمة سياسية أمريكية اشتراكية اجتماعية واشتراكية ديمقراطية شُكلت في ديسمبر 1946 دعت إلى السياسات التقدمية، وعملت مع كونغرس المنظمات الصناعية وزُعم أنها تتعامل مع الحزب الشيوعي الأمريكي، باعتبارها مقدمةً لتجسد عام 1948 للحزب التقدمي. أدت المنظمة أيضًا إلى تشكيل مجموعة مضادة تسمى الأمريكيون من أجل العمل الديمقراطي، التي تشكلت في يناير 1947 بآراء محلية تقدمية ولكن مع وجهات نظر للسياسة الخارجية مناهضة للشيوعية والتدخلية، ما أدى إلى انقسام الليبراليين وكاد يكلف هاري إس ترومان انتخابات الرئاسة في الولايات المتحدة عام 1948. حُلَّت المنظمة في عام 1948.

## خلفية تاريخية
في عام 1944، أسست إلينور س. غيمبل مجموعة الجبهة الشعبية سُميت اللجنة غير الحزبية لدعم حملة فرانكلين ديلانو روزفلت الرئاسية عام 1940. اندمجت تلك اللجنة في لجنة العمل السياسي للمواطنين القوميين، وهي ذراع من كونغرس المنظمات الصناعية- لجنة العمل السياسي. كانت أنيتا ماكورميك بلين أيضًا مؤيدًا رئيسيًا للجنة العمل السياسي للمواطنين القوميين.
في هذه الأثناء، في عام 1946 (كما يتذكر آرثر إم شليزنجر جونيور، أحد المعارضين لمنظمة المواطنين الأمريكين التقدميين، في مذكراته عام 2002) قرر الحزب الشيوعي الأمريكي بقيادة يوجين دينيس إنشاء حزب ثالث من أجل الانتخابات الرئاسية لعام 1948. وصفت بيلا دود بعض قرارات الحزب الشيوعي الأمريكي في مذكراتها لعام 1954.
بتوجيه من هربرت كرولي، مؤسس مجلة ذا نيو ريبابليك، شُكلت منظمة المواطنين الأمريكيين التقدميين من لجنة العمل السياسي للمواطنين القوميين ولجنة المواطنين المستقلين للفنون والعلوم والمهن. كان الدافع الأساسي لاندماجهم هو التمويل؛ فبدلاً من التنافس على نفس المجموعة، اندمجت تلك المنظمات. تحدث نائب الرئيس الأمريكي السابق هنري أ. والاس وعمدة مدينة نيويورك السابق فيوريلو لاغوارديا في المؤتمر التأسيسي لمنظمة المواطنين الأمريكيين التقدميين في ديسمبر 1946.
كان اتحاد المزارعين في مونتانا ومجلس مونتانا للعمل السياسي التقدمي من أوائل المنظمات التي صادقت على منظمة المواطنين الأمريكيين التقدميين. في غضون ستة أشهر من العمليات، اكتسبت منظمة المواطنين الأمريكيين التقدميين حوالي 25 ألف عضو.
عارضت منظمة المواطنين الأمريكيين التقدميين مبدأ ترومان ومجالس الولاء؛ وقدمت دعمًا محدودًا ودقيقًا لخطة مارشال. أيدت مجموعة الأمريكيين من أجل العمل الديمقراطي التقدمي بالكامل خطة مارشال. خلاف ذلك، كانت منظمة المواطنين الأمريكيين التقدميين ومجموعة الأمريكيين من أجل العمل الديمقراطي التقدمي على اتفاق جوهري بشأن القضايا المحلية.
بحلول صيف عام 1947، قررت منظمة المواطنين الأمريكيين التقدميين أن تجعل من هنري أ. والاس مرشحها لمنصب رئيس الولايات المتحدة.
بحلول 21 يونيو 1947، عقدت لجنة الأنشطة غير الأمريكية في مجلس النواب أول جلسة استماع لها حول منظمة المواطنين الأمريكيين التقدميين.
من 9 يوليو إلى 13 يوليو 1947، عقد فرع جنوب كاليفورنيا في منظمة المواطنين الأمريكيين التقدميين مؤتمر التحكم في الفكر في فندق بيفرلي هيلز الذي رعاه مجلس الفنون والعلوم والمهن التابع لمنظمة المواطنين الأمريكيين التقدميين. جاء المؤتمر رداً على ما اعتبره الفرع نزعة مقلقة للسيطرة على الحياة الثقافية للشعب الأمريكي. من بين الحضور والمشاركين المعروفين كان هناك أشخاص يُعتبرون محترفين وخبراء في مجالاتهم في ذلك الوقت (وعدد قليل حتى يومنا هذا). كان العديد منهم معروفين ومن بينهم العديد من نجوم هوليود.

في 15 أكتوبر 1947، هاجمت إليانور روزفلت منظمة المواطنين الأمريكيين التقدميين في عمودها الصحفي «يومي»:
«إنه لأمر غريب أن مجموعات من مواطنينا، يفترض أنهم ليبراليون، ومكتب المعلومات (القديم) الجديد للأحزاب الشيوعية في أوروبا، والذي نلمح إليه عادة باسم الكومنترن، يدينون بصوت واحد مقترحات مارشال! .. قسمنا الخاص من الليبراليين الذين يتابعون، مع مواطني أمريكا التقدميين، عن كثب الحجج التي طرحها الكومنترن، يؤذون أنفسهم، لأنهم لا يقدمون شيئًا بنّاء، وهذا يزيد لدى العديد من الجماعات الأقل راديكالية ولكن الليبرالية الشعور بالريبة وعدم اليقين. فيما يتعلق بالتأثيرات التي تعمل في ظلها».